# الأسوار (فلم)
الأسوار فيلم عراقي انتج عام 1979 من إخراج محمد شكري جميل. يعتبر هذا الفيلم هو البداية الحقيقة للأفلام السينيمائية في العراق.

## القصة
عائلة بسيطة في بغداد تسكن محلة الفضل عام 1956. وتدور أحداث الرواية في أيار وحزيران وتموز وأواسط آب من ذلك العام من خلال تلك الأسرة وأمثالها من الأسر التي تشكل خلايا المجتمع. رب الأسرة رجل كادح (رواف) اسمه الشيخ علي إبراهيم جلال، له ولد اسمه عباس (فيصل حامد) وبنت اسمها نجيبة (فوزية عارف).
عباس له صديقان حميمان هما:
1. ياسين ابن صاحب العلوة في السوق المحلة.
2. ناجي ابن حارس ليلي يسكن نفس الزقاق على مقربة من بيت نهلة بنت فراش المدرسة التي يتعلم فيها الإصدقاء الثلاثة.
المدرسة هي الإعدادية المركزية، والأصدقاء الثلاثة تربطهم بأستاذ هاتف (طعمة التميمي) وهو أستاذ التاريخ، علاقة إعجاب ومودة، إلا أن هناك أكثر من علامة استفهام ترسم سواء عن طريق الإشارة أو الدلالة عبر الأحداث على شخصية ياسين ابن صاحب العلوة عند مسار الأحداث، ونشاهد (عباس) يكتشف أن ياسين (فاضل خليل) قد انسحب وأمه وذلك لتخاذله عن مواصلة المسيرة مع زميله، وبعد أن أثارت فيه والدته (سليمة خضير) الطمع عندما وعدته بتزويجه من ماجدة (سوسن شكري) حبيبة عباس، وأن يصبح خلفاً لوالده في وراثة العلوة التجارية إذ أن الراتب الذي يمكن أن يحصل عليه بعد تخرجه لن يزيد عن عشرين دينار.نهاية الفيلم في بدايته، فندما يذبح يصرخ عباس من زنزانته (ذبحوه) ويترددالصوت والصدى وكأنه ينطلق من محور بعيد عن الجاذبية نال الجائزة الأولى سيف دمشق الذهبي في مهرجان دمشق السينمائي الأول عام 1979م مع الإشارة إلى أن فيلم القادسية الذي أنتج بعده يفوقه في الضخامة وإن كان يختلف عنه في النوع.

## الممثلون
- فاضل خليل
- سامي عبد الحميد
- إبراهيم جلال
- سامي قفطان
- طعمة التميمي
- سليمة خضير
- غازي التكريتي
- غازي الكناني
- فوزية عارف
- سوسن شكري
- جلال كامل
- فيصل حامد
- سعدية الزيدي
- كريم عواد
- أفراح عباس
- فاطمة الربيعي.

قدم الفيلم مجموعة من الشرائح الاجتماعية المختلفة، وركز بصورة خاصة على جيل الشباب، الطلبة، وهم يفجرون غضبهم ضد السلطة وضد الاستغلال. من هنا نتأكد أهمية إنتاج هذا الفيلم الذي يؤرخ لمرحلة متميزة، ويشكل عطاءً فنياً تحريضياً لأبناء جيلنا الجديد الذين يتحملون اليوم أعباء جديدة. وبالنسبة للإخراج يعتبر الفيلم خطوة متقدمة للمخرج محمد شكري جميل بعد فيلمه (الظامئون) الذي انتج في بداية السبعينات مع الإشارة إلى أن البداية الجادة في فيلم الظامئون هي التي وصلت بالسينما العراقية إلى هذه المرحلة المتطورة التي تجسدها مجموعة من الأفلام التي أعقبت الظامئون، ومنها الرأس، النهر، الباحثون، بيوت في ذلك الزقاق ويوم آخر. أما عن التمثيل فقد تجاوز الفيلم مفهوم البطولة الفردية الذي اسقط الكثير من أفلامنا العربية وقد نماذج إنسانية بنوع من التوازن المدروس فكان فيلم مجموعة، وليس فيلم أبطال فرديين، ومن هنا كان هذا التناغم في العطاء بين الأدوار الكبيرة والقصيرة، فكان لكل منهم نوع من الحضور ضمن الحدث أو السياق العام أو ضمن المجموعة.

## العاملون على الفيلم
- إنتاج: دائرة السينما والمسرح.
- قصة: عبد الرحمن الربيعي.
- سيناريو: صبري موسى.
- حوار: موفق خضر.
- مونتاج: محمد شكري جميل، عامر الحديثي.
- الموسيقى التصويرية: عبد الأمير الصراف.
- مدير التصوير: حاتم حسين
- تصوير: رفعت عبد الحميد.